# HD 20781
Désignations
HD 20781 est une étoile qui fait partie d'un grand système binaire avec HD 20782. Les deux étoiles possèdent leurs propres systèmes planétaires en orbite de type S. C'était la première fois que des planètes étaient trouvées dans deux composantes d'un grand système binaire. Les exoplanètes HD 20781 b et HD 20781 c découvertes en 2011 sont en orbite autour de cette étoile.

## Système planétaire
| Planète | Masse           | Demi-grand axe (ua) | Période orbitale (jours) | Excentricité | Inclinaison | Rayon |
| ------- | --------------- | ------------------- | ------------------------ | ------------ | ----------- | ----- |
| b       | 12,04 ± 1,11 M🜨 | 0,169 ± 0,002 8     | 29,15 ± 0,020 1          | 0,11 ± 0,06  |             |       |
| c       | 15,76 ± 1,20 M🜨 | 0,345 6 ± 0,004 7   | 85,131 ± 0,116 1         | 0,28 ± 0,09  |             |       |

## Sources et références
1. 1 2 3 4 5 6 7 8 9 10  
(en) A. G. A. Brown et al. (Gaia collaboration), « Gaia Data Release 2 : Summary of the contents and survey properties », Astronomy & Astrophysics, vol. 616,‎ août 2018, article no A1 (DOI 10.1051/0004-6361/201833051, Bibcode 2018A&A...616A...1G, arXiv 1804.09365).
 Notice Gaia DR2 pour cette source sur VizieR.
2. ↑  (en) E. Høg et al., « The Tycho-2 catalogue of the 2.5 million brightest stars », Astronomy & Astrophysics, vol. 355,‎ mars 2000, L27-L30 (DOI 10.1888/0333750888/2862, Bibcode 2000A&A...355L..27H)
3. ↑  (en) R. O. Gray et al., « Contributions to the Nearby Stars (NStars) Project: spectroscopy of stars earlier than M0 within 40 pc-The Southern Sample », The Astronomical Journal, vol. 132, no 1,‎ juillet 2006, p. 161–170 (DOI 10.1086/504637, Bibcode 2006AJ....132..161G, arXiv astro-ph/0603770)
4. ↑  (en) HD 20781 -- High Proper Motion Star sur la base de données Simbad du Centre de données astronomiques de Strasbourg.
5. ↑  « The Extrasolar Planet Encyclopaedia », sur exoplanet.eu (consulté le 14 juin 2023).

#### ÉtoileHD 20781
- (en) HD 20781 sur la base de données Simbad du Centre de données astronomiques de Strasbourg.
- (en) CCDM J03201-2850B, CD-29 1229, CPD-29 381, DENIS J032002.9-284701, GSC 06445-00983, HD 20781, HIC 15526, HIP 15526, 2MASS J03200291-2847016, NLTT 10635, PPM 246111, SAO 168468, TYC 6445-983-1, UCAC2 19813633, WDS J03201-2851B sur la base de catalogues VizieR du Centre de données astronomiques de Strasbourg

#### PlanèteHD 20781 b
- (en) HD 20781 b sur L'Encyclopédie des planètes extrasolaires de l'Observatoire de Paris.
- (en) HD 20781b sur la base de données Simbad du Centre de données astronomiques de Strasbourg.

#### PlanèteHD 20781 c
- (en) HD 20781 c sur L'Encyclopédie des planètes extrasolaires de l'Observatoire de Paris.
- (en) HD 20781c sur la base de données Simbad du Centre de données astronomiques de Strasbourg.